# Aréna Saint-Michel
L'Aréna Saint-Michel è un impianto sportivo situato nella città canadese di Montréal, nella provincia del Québec.

## Storia
Inaugurata nel 1968 come pista per il pattinaggio su ghiaccio, in occasione delle Olimpiadi estive del 1976 a Montréal, l'impianto venne dotato di aria condizionata nel settembre 1975. L'anno successivo, la superficie ghiacciata della sala fu ricoperta da un pavimento in modo che lì potessero svolgersi le gare di sollevamento pesi. La superficie ghiacciata venne divisa in un'area di riscaldamento per gli atleti e un'area di gara con la piattaforma. Inoltre, la capienza venne aumentata da 2 000 a 2 700 posti utilizzando una tribuna temporanea.
Oggi la pista di pattinaggio sul ghiaccio è aperta al pubblico.